# Lista de mulheres matemáticas
Esta é uma lista de Mulheres Matemáticas notáveis. Muitas contribuíram significativamente para a matemática.
A maior parte dos matemáticos mais conhecidos são homens, e as mulheres começaram a se envolver com matemática principalmente desde a Segunda Guerra Mundial. As mulheres formam um grupo significativo de personalidades notáveis na matemática e áreas científicas afins, como a física. Diversos prêmios instituídos pela American Mathematical Society (AMS) e outras sociedades de matemática são destinados a melhorar a situação e reconhecimento das mulheres matemáticas de destaque.
O MacTutor History of Mathematics archive mantém uma relação atualizada de mulheres matemáticas.

## A
- Karen Aardal (1961– )
- Tatyana Alexeyevna Afanasyeva (1876–1964)
- Maria Gaetana Agnesi (1718–1799)
- Grace Alele-Williams (1932– )
- Annie Dale Biddle Andrews (1885–1940)
- Stephanie B. Alexander
- Florence Eliza Allen (1876–1960)
- Nalini Anantharaman (born 1976)
- Annie Dale Biddle Andrews (1885-1940)
- Grace Andrews (1869–1951)
- Maria Angela Ardinghelli (1730–1825)
- Tamara Awerbuch
- Hertha Marks Ayrton (1854–1923)

## B
- Nina Bari (1901–1961)
- Ruth Aaronson Bari (1917–2005)
- Charlotte Cynthia Barnum (1860–1934)
- Lida Barrett (1927–2021)[2]
- Jean Bartik (1924–2011)
- Grace Elizabeth Bates (1914–1996)
- Agnes Sime Baxter (1870–1917)
- Alexandra Bellow (1935– )
- Dorothy Lewis Bernstein (1914–1988)
- Vasanti N. Bhat-Nayak (1938–2009)
- Joan Birman (1927– )
- Gertrude Blanch (1897–1996)
- Lenore Blum (1942– )
- Alicia Boole Stott (1860–1940)
- Mary Everest Boole (1832–1916)
- Valentina Borok (1931–2004)
- Marjorie Lee Browne (1914–1979)
- Kathrin Bringmann (1977– )
- Sophie Bryant (1850–1922)
- Margaret K. Butler (1924-2013)

## C
- Mary Cartwright (1900–1998)
- Sun-Yung Alice Chang (1948– )
- Émilie du Châtelet (1706–1749)
- Grace Chisholm Young (1868-1944)
- Yvonne Choquet-Bruhat (1923- )
- Fan Chung (1949– )
- Joan Clarke (1917–1996)
- Agnes Clerke (1842–1907)
- Gertrude Cox (1900–1978)
- Marie Crous (século XVII)
- Marianna Csörnyei (1975– )
- Marie Curie (1867–1934)
- Maria Chudnovsky (1977– )
- Cândida Barros (1980-

## D
- Ingrid Daubechies (1954– )

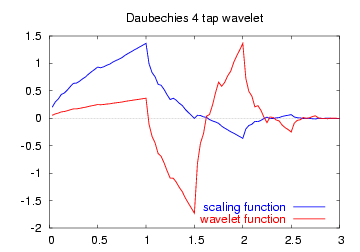
Ingrid Daubechies é conhecida pelas wavelets de Daubechies

- Florence Nightingale David (1909–1993)
- Irit Dinur
- Agnes Meyer Driscoll (1889–1971)
- Shakuntala Devi  (1939–2013)
- Marie-Louise Dubreil-Jacotin

## E
- Tatyana Pavlovna Ehrenfest (1905–1984)

## F
- Etta Zuber Falconer (1933–2002)
- Mary Fasenmyer (1906–1996)
- Phillippa Fawcett (1868-1948)
- Jacqueline Lelong-Ferrand (1918–2014)
- Sarah Flannery (1982– )
- Irmgard Flügge-Lotz (1903-1974)
- Irene Fonseca  (1956– )
- Herta Freitag (1908-2000)

## G
- Hilda Geiringer (1893-1973)
- Sophie Germain (1776–1831)
- Shafrira Goldwasser (1958– )
- Evelyn Boyd Granville (1924- )
- Marion Cameron Gray (1902–1979)
- Mary W. Gray (1939- )

## H
- Christine Hamill (1923–1956)
- Margaret Hamilton (1938- )
- Frances Hardcastle (1866–1941)
- Lene Hau (1959- )
- Louise Hay (1935–1989)
- Ellen Hayes (1851–1930)
- Euphemia Haynes (1890–1980)
- Olive Hazlett (1890–1974)
- Grete Hermann (1901–1984)
- Caroline Herschel (1750–1848)
- Grace Hopper (1906–1992)
- Susan Howson (1973– )
- Hilda Phoebe Hudson (1881–1965)
- Hipátia (morreu em 415)

## J
- Nalini Joshi
- Sofya Yanovskaya (1896–1966)
- Svetlana Jitomirskaya

## K

Sofia Kovalevskaya é conhecida por suas contribuições às equações diferenciais parciais

- Carol Karp (1926–1972)
- Svetlana Katok (1947–)
- Linda Keen (1940– )
- Barbara Keyfitz (1944– )
- Frances Kirwan (1959– )
- Erica Klarreich (1972– )
- Pelageia Kochina (1899–1999)
- Nancy Kopell (1942– )
- Sofia Kovalevskaya (1850–1891)
- Edna Kramer (1902-1984)
- Cecilia Krieger (1894–1974)
- Krystyna Kuperberg (1944– )

## L
- Izabella Laba
- Christine Ladd-Franklin
- Olga Ladyzhenskaya (1922–2004)
- Ruth Lawrence
- Anneli Cahn Lax
- Emma Lehmer
- Paulette Libermann
- Judith Q. Longyear (1938–1995)
- Ada Lovelace (1815–1852)
- Edith Luchins

## M
- Sheila Scott Macintyre
- Chrystal MacMillan (1872–1937)
- Jessie MacWilliams (1917–1990)
- Isabel Maddison
- Vivienne Malone-Mayes
- Dusa McDuff (1945– )
- Winifred Edgerton Merrill (1862–1951)
- Maryam Mirzakhani (1977– ) (Medalha Fields 2014)
- Susan Montgomery (1943– )
- Cathleen Synge Morawetz (1923– )
- Ruth Moufang (1905–1977)
- Fotini Markopoulou-Kalamara (1971– )

## N
- Evelyn Nelson (1943–1987)
- Hanna Neumann (1914–1971)
- Mary Frances Winston Newson (1869–1959)
- Phyllis Nicolson
- Florence Nightingale (1820–1910)
- Emmy Noether (1882–1935)

## O
- Olga Oleinik (1925–2001)
- Kathleen Ollerenshaw (1912–2014)
- Mollie Orshansky (1915–2006)

## P
- Raman Parimala (1948– )
- Irena Peeva
- Bernadette Perrin-Riou (1955– )
- Rózsa Péter (1905–1977)
- Flora Philip (1865–1943)
- Elena Piscopia (1646–1684)
- Vera Pless (1931– )
- Marie Anne Victoire Pigeon (1724-1767)
- Pelageya Polubarinova-Kochina (1899–1999)
- Cheryl Praeger (1948– )

## Q
- Peregrina Quintela Estévez (1960– )

## R
- Helena Rasiowa
- Marina Ratner (1938–2017)
- Mary Rees (1953– )
- Mina Rees (1902–1997)
- Idun Reiten (1942– )
- Julia Robinson (1919–1985)
- Mary Ellen Rudin (1924–2013)
- Tatiana Marins Roque (1970– )

## S

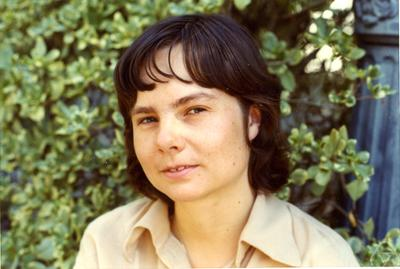
A matemática britânica Caroline Series

- Alice Turner Schafer (1915–2009)
- Agnes Scott
- Charlotte Scott (1858–1931)
- Elizabeth Scott
- Caroline Series (1951– )
- Ajit Iqbal Singh
- Karen Smith (1965– )
- Nina Snaith (1974– )
- Mary Somerville (1780–1872)
- Pauline Sperry
- Bhama Srinivasan (1935– )
- Irene Stegun (1919–2008)
- Elizabeth Stephansen (1872–1961)
- Esther Szekeres (1910–2005)
- Vera Sós (1930– )
- Shakuntala Devi (1939–2013)
- Alicia Boole Stott

## T
- Éva Tardos (1957– )
- Olga Taussky-Todd (1906–1995)
- Mary Taylor (1898-1984)
- Keti Tenenblat (1944- )
- Chuu-Lian Terng (1949- )
- Audrey Terras (1942– )
- Teano (século VI a.C.)
- Abigail Thompson (1958- )
- Ulrike Tillmann (1962– )
- Françoise Tisseur
- Reidun Twarock

## U
- Karen Uhlenbeck (1942– )

## V
- Maryna Viazovska  (1984– )
- Marie-France Vignéras  (1946– )
- Claire Voisin  (1962– )

## W
- Mary Warner
- Katrin Wehrheim (1974– )
- Anna Johnson Pell Wheeler (1883–1966)
- Mary Wheeler (1931– )
- Anna Wienhard (1977–)
- Melanie Wood (1981– )
- Margaret Hagen Wright (1944– )
- Dorothy Wrinch (1894–1976)

## Y
- Sofya Yanovskaya (1896–1966)
- Grace Chisholm Young (1868–1944)

## Z
- Sarah Zerbes (1978)
- Magdolna Zimányi